# NGC 1265
NGC 1265 is een elliptisch sterrenstelsel in het sterrenbeeld Perseus. Het hemelobject werd op 14 november 1884 ontdekt door de Franse astronoom Guillaume Bigourdan.

## Synoniemen
- PGC 12287
- UGC 2651
- MCG 7-7-52
- ZWG 540.88
- 3C 83.1